# علاء عبد الصاحب العلوان
علاء عبد الصاحب العلوان (1949-) طبيب، وسياسي عراقي شغل منصب ووزير التربية في الحكومة العراقية المؤقتة، ووزير الصحة في حكومة إياد علاوي. وشغل منصب وزير الصحة من جديد في حكومة عادل عبد المهدي يوم 25 أكتوبر، 2018.
لديه شهادة بكالوريوس في الطب والجراحة من جامعة الإسكندرية. وزمالة وعضوية في عدد من الكليات الطبية العالمية. مارس مهنة الطب في أسكتلندا وحصل على تدريب في الدراسات العليا والمؤهلات في المملكة المتحدة.
بعد عودته إلى العراق، شغل العديد من المناصب الأكاديمية والطب السريري والصحة العامة. شغل منصب عميد كلية الطب في الجامعة المستنصرية من عام 1990-1992، ومدرس ومن ثم أستاذ مساعد ورئيس قسم الطب الباطني في كلية الطب بالجامعة المستنصرية، وطبيب استشاري في مستشفى اليرموك التعليمي.
.
كان المدير الإقليمي لإقليم الشرق الأوسط منتخباً من قبل الدول الأعضاء في منظمة الصحة العالمية، والمدير العام المساعد لمنظمة الصحة العالمية في جنيف وممثل المدير العام الصحي أثناء الأزمات والطوارئ الصحية، وشغل عميد كلية الطب في الجامعة المستنصرية من عام 1990-1992، ومدرس ومن ثم أستاذ مساعد ورئيس قسم الطب الباطني في كلية الطب بالجامعة المستنصرية، وطبيب استشاري في مستشفى اليرموك التعليمي.
قدم استقالته من منصب وزير الصحة في حكومة عبد المهدي مرتين فقبلت الاستقالة الثانية التي قدمت بتاريخ 8 ايلول عام 2018.
كما جاء في كتاب استقالة من أربعة صفحات انه كان (يعمل لإستكمال مسيرة الإصلاح واعادة بناء النظام الصحي ومحاربة الفساد الإداري الذي كان يستشري بمؤسسات الوزارة في ظل ظروف صعبة من قلة التمويل ومقاومة شرسة للتغيير).

## أنشطة أخرى
- DCP3 ، عضو اللجنة الاستشارية للمحررين[11]
- لانسيت- أونيل معهد جامعة جورج تاون لجنة الصحة العالمية والقانون، عضوا[8]

كما ألف أكثر من 100 بحث ودراسات علمية ومنشورة في المجالات الوطنية والأقليمية والدولية. وألف العديد من الوثائق المرجعية الطبية والصحية والكتب المنشورة من قبل منظمة الصحة العالمية. ساهم في الدورات السنوية للجان الإقليمية، إقليم أفريقيا وأقليم الشرق المتوسط وإقليم غرب الهادئ وإقليم جنوب شرق آسيا. وتقديم المشورة للبلدان في جميع أقاليم منظمة الصحة العالمية حول مختلف البرامج الصحية، وأعداد إستراتيجية بناء القطاع التعليمي في وزارة التربية. ونشر كتاب حول التعليم في العراق، يتحدث فيه عن الوضع الراهن للقطاع التعليمي والتحديات التي تواجهه.

## وصلات خارجية
من هو؟ وزير الصحة الجديد علاء العلوان على اليوتيوب